# Pedro Puche
Pedro Puche Lorenzo (Yecla, 1887-Barcelona, 9 de julio de 1959) fue un director de cine, guionista, letrista y director de doblaje español.

## Biografía
Estudió Magisterio y Derecho, carrera en la que se licenció. Trabajó como periodista y muy joven comenzó a escribir poesía, obras teatrales (Me quiero casar, El cantor...), letras de cuplés (Nena, Bésame, bésame o Mírame siempre, que posteriormente cantaría Sara Montiel). o libretos de zarzuelas (El aguilón, de Joaquín Zamacois o Fiat-Lux, de Isidro Roselló y Felipe Caparrós).También fue director y dialoguista de doblaje. Se instaló en Barcelona en 1932, donde llegó a dirigir los recién creados estudios Trilla-La Riva, y colaboró en los guiones de películas como Pasa el amor (1933), de Adolf Trotz o Incertidumbre (1936), de Isidro Socías y Juan Parellada. En 1935 dirigió su primera película, bajo el pseudónimo de James Bauer. Se trataba de No me mates (los misterios del Barrio Chino), una parodia del género policíaco.
Al estallar la Guerra Civil, la producción cinematográfica en Barcelona quedó en manos de la CNT-FAI, ya que el Sindicato de la Industria del Espectáculo (SIE) colectivizó las salas de exhibición y la mayor parte de los estudios cinematográficos de Barcelona. Nacía así la productora SIE Films, para la que trabajaría Puche y que produjo varias películas durante la guerra. Inicialmente, las producciones confederales fueron cortometrajes, de contenido fundamentalmente propagandístico o de adoctrinamiento. Puche dirigió en 1937 La última, un corto que trataba de concienciar de los peligros del alcoholismo y que posiblemente formaba parte de alguna campañas pedagógicas anarquistas para la «higienización de las costumbres». Sin embargo, no llegó a estrenarse. Posteriormente, se abordaron también largometrajes de ficción, de los que llegaron a realizarse cuatro. Los primeros fueron Aurora de esperanza y Barrios bajos. Este fue rodado en enero y febrero de 1937, en los estudios Orphea, bajo la dirección de Pedro Puche. De acuerdo con el testimonio de su hijo, Puche aceptó el encargo de dirigir la cinta por «necesidades económicas». La película, un melodrama, tuvo gran éxito comercial, aunque no fue del agrado de los dirigentes confederales.
Tras la guerra, tuvo que pasar ante un tribunal de depuración franquista por su colaboración con SIE Films durante la contienda. Fue exonerado, por lo que pudo continuar su carrera artística, prácticamente de forma inmediata, puesto que ya en 1939 dirigió la película Manolenka, una adaptación de una obra de Adolfo Torrado y Leandro Navarro, con guion de Ramón Torrado y Heriberto Santaballa Valdés, y Lina Yegros de protagonista. En 1941 fundó la productora Ritmo, para la que dirigió otras dos películas, que también guionizó: Una conquista difícil (1941), adaptación de una obra teatral de Rafael López de Haro, y Mi adorable secretaria (1942), ambas con Maruchi Fresno como protagonista. En 1943 creó, con Saturnino Ulargui y José Riera, un estudio de doblaje denominado Parlo Films, a cuyo frente estuvo Puche hasta su muerte. Además de dirigir el doblaje de películas extranjeras al castellano, Puche fue el director de doblaje de la película de animación Garbancito de la Mancha (1945) y de su secuela, Alegres vacaciones (1948).

## Filmografía
| Año  | Trabajo                                      | Acreditado como | Acreditado como | Acreditado como     |
| Año  | Trabajo                                      | Director        | Guionista       | Director de doblaje |
| ---- | -------------------------------------------- | --------------- | --------------- | ------------------- |
| 1933 | Pasa el amor                                 |                 | Sí              |                     |
| 1935 | No me mates (los misterios del Barrio Chino) | Sí              |                 |                     |
| 1936 | Incertidumbre                                |                 | Sí              |                     |
| 1936 | La última (cortometraje)                     | Sí              |                 |                     |
| 1937 | Barrios bajos                                | Sí              | Sí              |                     |
| 1939 | Manolenka                                    | Sí              | Sí              |                     |
| 1941 | Una conquista difícil                        | Sí              | Sí              |                     |
| 1942 | Mi adorable secretaria                       | Sí              | Sí              |                     |
| 1945 | Garbancito de la Mancha (animación)          |                 |                 | Sí                  |
| 1948 | Alegres vacaciones (animación)               |                 |                 | Sí                  |